# Jane Hirshfield
Pour les articles homonymes, voir Hirshfield.
Jane Hirshfield, née le 24 février 1953 à New York est une poète, essayiste, traductrice et professeur d'université américaine. Elle enseigne à l'université de Californie à San Francisco et à l'université Stanford. 

## Biographie
Jane Hirshfield est la fille de Robert L. Hirshfield, un couturier, et de Harriet Miller Hirshfield, une secrétaire. Si son arrière-grand-père était un rabbin, sa famille était peu pratiquante, lui présentant un minimum de tradition du judaïsme,,,.
Après ses études secondaires, Jane Hirshfield entre à l'université de Princeton, où elle obtiendra son Bachelor of Arts (licence) avec la mention Cum laude ; elle fait partie des premières femmes diplômées de Princeton. Jane Hirshfield continue des études spécialisées au San Francisco Zen Center,,,.
Elle se convertit au bouddhisme. Refusant l'étiquette de poète / écrivain zen, elle se dit humaniste. Elle s'intéresse à la biologie, les neurosciences, la physique, l'écologie et la philosophie. Elle travaille dans plusieurs universités : Bennington College, l'université de Californie à Berkeley, l'université de l'Alaska, l'université de Virginie, l'université Duke, l'université de Californie à San Francisco, l'université de Cincinnati et l’université Stanford,,.
Son inspiration est multiple : les traditions orientales et occidentales, poésies grecques et latines, le sonnet élisabéthain, les classiques de la poésie comme Walt Whitman et Emily Dickinson, des poètes plus contemporains comme TS Eliot, Anna Akhmatova, Constantin Cavafy, Pablo Neruda, Thomas Merton, etc.
Ses poèmes sont régulièrement publiés des journaux, magazines et revues tels que : The New Yorker, Atlantic Monthly, The Nation, le Washington Post le Los Angeles Times, le Times Literary Supplement, le New York Times, etc.
Jane Hirshfield réside à San Francisco Bay Area avec son compagnon, le généticien Carl Pabo,.

## Œuvres

### Recueil de poésies
- Alaya, Quarterly Review of Literature, 1er décembre 1982 (ISBN 9780614063974),
- Of Gravity and Angels, Wesleyan University Press, 15 février 1988, rééd. 2011, 71 p. (ISBN 9780819511386),
- The October Palace, Harper Perennial, mars 1994, 108 p. (ISBN 9780060969974),
- The Lives of the Heart, Harper Perennial, 2 août 1997, 128 p. (ISBN 9780060951696),
- Given Sugar, Given Salt, Harper Perennial, 2001, rééd. 2 avril 2002, 96 p. (ISBN 9780060959012),
- Each Happiness Ringed By Lions, Bloodaxe Books, mars 2005, 240 p. (ISBN 9781852246938),
- After, Tarset, Northumberland, Bloodaxe Books, 7 février 2006, 100 p. (ISBN 9781852247416, lire en ligne),
- Come, Thiers, New York, Alfred A. Knopf, 1er janvier 2011, 118 p. (ISBN 9780307595423, lire en ligne),
- The Beauty: Poems, New York, Knopf, 3 mars 2015, 136 p. (ISBN 9780385351072, lire en ligne),
- Ledger: Poems, Knopf Publishing Group, 10 mars 2020, 128 p. (ISBN 9780525657804),

### Essais
- Nine Gates: Entering the Mind of Poetry, Harper Perennial, 1997, rééd. 26 août 1998, 240 p. (ISBN 9780060929480),
- Hiddenness, Uncertainty, Surprise: Three Generative Energies of Poetry, Bloodaxe Books, 10 mars 2008, rééd. 1 février 2016, 64 p. (ISBN 9781852247973),
- Ten Windows : How Great Poems Transform the World, New York, Knopf Publishing Group, 3 mars 2015, 328 p. (ISBN 9780385351058, lire en ligne),

### Traductions
- The Ink Dark Moon: Love Poems by Ono no Komachi and Izumi Shikibu, Women of the Ancient Court of Japan, Vintage, 1 mars 1988, rééd. 1990, 212 p. (ISBN 9780679729587),
- Mirabai: Ecstatic Poems, Beacon Press, janvier 2004, rééd. 1 novembre 2009, 120 p. (ISBN 9780807063866),

### Anthologie
- Women in Praise of the Sacred: 43 Centuries of Spiritual Poetry by Women, Harper Perennial, 1994, rééd. 19 janvier 1995, 288 p. (ISBN 9780060925765),

### Articles
- « The World Is Large and Full of Noises: Thoughts on Translation », The Georgia Review , Vol. 45, No. 1,‎ printemps 1991, p. 125-143 (18 pages) (lire en ligne),
- Buddhist Women on the Edge : Contemporary Perspectives from the Western Frontier, Berkeley, Californie, North Atlantic Books, 22 août 1996, 327 p. (ISBN 9781556432033, lire en ligne), p. 45-48 :« What is the Emotionnal of a Buddha »
- « Poetry, Transformation, and the Column of Tears », The American Poetry Review, Vol. 42, No. 6,‎ novembre/décembre 2013, p. 37-41 (5 pages) (lire en ligne),

## Prix et distinctions
- 1985 : boursière de la Guggenheim Foundation[17],
- 1985 : boursière de la Rockefeller Foundation,
- 2005 : boursière du National Endowment for the Arts[18],
- 2012 : élection à la charge de chancelière de l'Academy of American Poets[19],
- 2015 : lauréate du National Book Award, catégorie poésie, pour son recueil de poèmes The Beauty[20],
- 2019 : élection à l'American Academy of Arts and Sciences[21],

## Pour approfondir

#### Notices dans des encyclopédies et manuels de références
- (en-US) Thomas Riggs (dir.), Contemporary Poets, Detroit, Michigan, St. James Press, 28 septembre 2000, 1453 p. (ISBN 9781558623491, lire en ligne), p. 535-538. ,
- (en-US) Peter N. Gregory & Susanne Mrozik (dir.), Women Practicing Buddhism : American Experiences, Boston, Massachusetts, Wisdom Publications, 28 novembre 2007, 245 p. (ISBN 9780861715398, lire en ligne), p. 41-65,
- (en-US) Rosemary M. Canfield Reisman (dir.), Feminist Poets, Ipswich, Massachusetts, Salem Press, 10 mai 2012, 281 p. (ISBN 9781587659003, lire en ligne), p. 107-114. ,
- (en-GB) Ian Hamilton & Jeremy Noel-Tod (dir.), The Oxford Companion to Modern Poetry, Oxford, Royaume-Uni, Oxford University Press, 1er juillet 2013, 719 p. (ISBN 9780199640256, lire en ligne), p. 268. ,

#### Articles
- (en-US) Jo Brantley Berryman, « Necessary Angels: Jane Hirshfield and Karen Fish », The Antioch Review, Vol. 48, No. 3,‎ été 1990, p. 362-366 (5 pages) (lire en ligne),
- (en-US) « Some Place not yet Know, Interview with Jane Hirshfield », The Atlantic,‎ 18 septembre 1997,
- (en-US) Peter Harris, « About Jane Hirshfield », Ploughshares, Vol. 24, No. 1,‎ printemps 1998, p. 199-205 (7 pages) (lire en ligne),
- (en-US) Anisse Gross, « Interview with poet Jane Hirshfield », SFGate,‎ 11 mars 2015 (lire en ligne),
- (en-US) « 'Windows' That Transform The World: Jane Hirshfield On Poetry », NPR,‎ 14 mars 2015 (lire en ligne),
- (en-US) « An Interview with Jane HirshfieId », Nashville Review,‎ 21 mars 2016 (lire en ligne),